# 年下の男 (松本清張)
『年下の男』（とししたのおとこ）は、松本清張の短編小説。『十二の紐―青色の紐』の副題で『小説新潮』1967年6月号に掲載され、1967年12月に短編集『死の枝』収録の1作として、新潮社（新潮小説文庫）より刊行された。
1988年にテレビドラマ化されている。

## あらすじ
35歳の大石加津子は、今や新聞社の交換台の女ボスとなっていた。17年もいる職場は快適であった。たった一つ、恋愛という愉しみが無かったのを除けば。
そんな加津子に、恋愛の機会がふいに訪れた。相手は子供子供したひょうきん者・星村健治で、23歳の彼は、住んでいたアパートの値上げを機に、加津子のアパートに同居するようになった。最初は健治を子供扱いしていた加津子だったが、やがて、12歳年下の健治との結婚を決心する。加津子は社内の後輩に結婚話を打ち明け、社内全体に話が知れ渡ると、堂々と健治と待ち合わせて帰るようになった。年齢差から健治の浮気を心配する者があったが、そのときは仕方がないわ、わたしそれほど分からない女じゃないわ、と悟ったような顔で加津子は微笑んだ。
しかし、加津子は早くも健治の浮気を知らされた。加津子は取り乱して騒動を起こすことはしたくなかった。が、自分の惨めさが社内中に知れ渡り、皆に嘲笑され、職場での貫禄や威厳も崩れ去るのが怖くなった。加津子は何とかして自分の体面が傷つけられることなく健治と別れたかった。健治が死んでくれたら、誰からも軽蔑を受けることなく、ひとりに戻れる…。

## テレビドラマ
1988年9月26日、関西テレビ制作・フジテレビ系列(FNS)の「月曜サスペンス（松本清張サスペンス）」枠（22:30～23:24）にて放映。視聴率11.4％（ビデオリサーチ調べ、関東地区）。
キャスト
- 大石加津子：小川真由美
- 星村健治：田中隆三
- 茂田常雄：岸部シロー
- 真木洋子
- 円浄順子
- 中島はるみ
- 浜田朱里
- 所轄の刑事：土屋嘉男
- 湯浅けい子
- 榎田逸美

スタッフ
- 脚本：田中晶子
- 監督：加藤彰
- 音楽：山本純ノ介
- 制作：関西テレビ、松竹、霧企画

| 関西テレビ制作・フジテレビ系列 月曜サスペンス（松本清張サスペンス） | 関西テレビ制作・フジテレビ系列 月曜サスペンス（松本清張サスペンス） | 関西テレビ制作・フジテレビ系列 月曜サスペンス（松本清張サスペンス） |
| 前番組                                                              | 番組名                                                              | 次番組                                                              |
| ------------------------------------------------------------------- | ------------------------------------------------------------------- | ------------------------------------------------------------------- |
| 拐帯行 （1988.9.19）                                                | 年下の男 （1988.9.26）                                              | -                                                                   |